# 第二次エチオピア戦争
第二次エチオピア戦争（だいにじエチオピアせんそう）は、1935年から1936年にかけて起きたイタリア王国とエチオピア帝国の戦争である。
第一次エチオピア戦争で敗れたイタリアは、再度エチオピアの植民地化を意図して侵攻を行い、短期間の戦闘をもって全土を占領した。敗れたエチオピア皇帝ハイレ・セラシエ1世は退位を拒み、イギリスでエチオピア亡命政府を樹立して帝位の継続を主張した。対するイタリアは全土を占領している状況を背景に、イタリア王・アルバニア王ヴィットーリオ・エマヌエーレ3世を皇帝とする東アフリカ帝国（イタリア領東アフリカ）を建国させた。
国際紛争の解決において大国の利害に左右された国際連盟の無力さが露呈した戦争でもある。国際連盟規約第16条（経済制裁）の発動が唯一行われた事例だが、イタリアに対して実効的ではなかった。イタリアは孤立からドイツおよび日本と軍事同盟を結ぶようになり、枢軸国を形成する道をたどることになる。

## 背景
世界恐慌後のイタリアの状況、つまり人口増加に比しての経済の著しい低迷と高い失業率を背景として、ベニート・ムッソリーニ政権は「古代ローマ帝国の再興」「地中海を再び『我らが海』に」という民族主義的なスローガンを掲げつつ、余剰人口の吸収や資源確保のための植民地の獲得および国威発揚を目的とした膨張政策を進めたと一般に理解されている。
しかしニコラス・ファレルの著書によれば、イタリア経済は1930年代後半には安定した状態に回帰しており、例えば失業者数は70万名から50万名程度の間を推移している。この数値は取り立てて好景気ではないが、恐慌という程の状態ではない事を明確に示している。またムッソリーニはヒトラーの様な誇大妄想（メガロマニア）の傾向はなく、領土拡張の意思も現実的な対象に限られていた。イタリアはエチオピアと隣接するアデン湾沿岸部のイタリア領ソマリランドおよび紅海沿岸部のイタリア領エリトリアを領有しており、エチオピア侵攻は現実的な選択肢であった。強いて精神的な動機という点で言うならばローマ帝国云々よりも、フランスのエチオピアへの武器支援で頓挫した第一次エチオピア戦争への復讐を望む率直な国民感情である。これはムッソリーニやファシズムに限らずイタリア国民全体が共有する根深い感情であった。
イタリアを牽制できるイギリスとフランスは自国のエチオピア領内での国益（アディスアベバ・仏領ソマリア間のフランス資本の鉄道、ナイル川源流のイギリスによる支配権）を保証するなら基本的に介入する気はなかった。そもそも非文明的で集権化も行われてないエチオピアへの侵略は、少し前の国際社会であれば倫理的とすら受け取られうる行動だった。実際、奴隷制や封建制度が残る国を「文明化する」という事をムッソリーニは大義名分の一つに掲げたが、これはイギリスやフランスが植民地支配で多用した理屈である。国際連盟にエチオピアが加盟申請を出した際にもイギリス政府は人道的側面から反対し、民間に至っては反奴隷制運動家がエチオピアへの十字軍を主張している。こうした観点は白人社会だけでなく黒人社会でも存在していたとロマノ・ヴルピッタは述べている。

## 外交交渉
ムッソリーニ政権下では当初エチオピアへの国民感情を穏当な形で決着させる方針が計画されていた。1928年8月、イタリアとエチオピア間で友好条約が結ばれて国交が回復した（イタリア＝エチオピア友好条約 (1928年)）。ところが1930年11月にエチオピア皇帝（ネグサ・ナガスト）を称するようになったハイレ・セラシエ（ハイレ・セラシエ1世）はイタリア以外の欧州列強との連携を選択し始めた。エチオピア王ハイレ・セラシエは「我が国は英伊両国によって密かに分割されており、イタリアは一番いいところを獲得した」とイギリスとイタリアへの敵意を口にしている。この状況で植民地相エミーリオ・デ・ボーノをはじめとする政界首脳らの間にエチオピアの獲得論が持ち上がってきた。
1932年4月、ムッソリーニはファシスト大評議会においてエチオピアに対する積極策を選択、戦争を前提に英仏との関係改善に乗り出した。アフリカ大陸に広大な植民地を抱え地中海の制海権を握っているイギリスとフランスの介入を予想したからであるが、英仏の国益を侵害する意図がない以上は容易であると見ていた。エチオピアが期待を寄せた英仏主導の国際連盟は「文明社会の戦争」を止める為の組織であって、文明社会による「蛮族への侵略」を阻止する組織ではなかった。英仏との意見調整の最中、イタリア領植民地とエチオピアの国境地区であるワルワル（ウァルウァル）で小競り合いが起きた（ワルワル事件）。
イタリア領ソマリランドとエチオピアの国境を策定した条約では、ベナディール海岸から「21リーグ」内陸を平行した線とされていた。イタリア側はより大きくエチオピア領を侵食しようという意図から標準的なリーグではなく、海事におけるリーグと解釈した。1930年にはエチオピアのオガデン地方のオアシスであったワルワルに要塞を築き、1932年にかけてイタリア領ソマリランドからの進出はますます顕著になり、明らかにエチオピア領内である場所にまで道路が建設され始めた。直接的な軍事衝突の経緯ははっきりとしないが、こうした出来事を背景にワルワル近辺にある幾つかの井戸を巡って小競り合いが起きたと考えられている。戦闘でイタリア植民地軍とソマリ系のアスカリ（傭兵）に30数名の損害が出たが、エチオピア軍はその3倍以上の約100名が戦死した。これはイタリアにとって好機であり、元より侵攻賛成派の多かった国内意見は完全に反エチオピア一色になった。

### 英仏の動き
一方、ハイレ・セラシエは国際連盟に介入を要請したが、アフリカの領土問題に関心のない英仏を苛立たせただけに終わった。この頃には既にムッソリーニは遠征を胸中で決意しており、1933年12月20日にピエトロ・バドリオ元帥に対して「英仏に対しては両国の理解は承認されると宣言するだけで十分である」と述べて遠征準備を命令した。1934年2月8日、ムッソリーニはヨーロッパが平穏であるという前提をつけながらも、エチオピアに対する軍事侵攻を1935年に開始することを決定した。
ムッソリーニは念の為にフランスへの交渉や工作を続け、後にヴィシー政権首相となるピエール・ラヴァル外務大臣と接触している。ラヴァルの前任者であるルイ・バルドー議員はイタリア政府が匿っていたクロアチア人組織ウスタシャによって暗殺された。反独派でイタリアとフランスの連帯を説いていたラヴァルが外務大臣になった事から、暗殺事件はムッソリーニの陰謀と見る意見もある。1935年1月4日、ラヴァルとムッソリーニはローマで会談を行いエチオピア問題へフランスが関わらない事、その間にドイツとオーストリア間のアンシュルス阻止にフランスが動く事について同意を得た。1月7日、伊仏政府間の外交協定が調印され、次いでモーリス・ガムラン将軍とバドリオ元帥との間で対独戦を踏まえた秘密協定も結ばれた。一方、イギリスとの外交交渉は伝統的なファシスト政権との友好があり、また国益の尊重をフランス同様に約束したにもかかわらず難航した。当時の野党である労働党からの突き上げにイギリス政府は苦しんでおり、左派的な平和運動からの不興を買う事を恐れていた。後にフランスのラヴァルもエチオピアについての不干渉宣言については存在を否定した。ラヴァルは自身の「エチオピア情勢へのフリーハンドを認める」という言動は「経済的不干渉」という意味だったと合意文との辻褄が合わない苦しい弁明を強いられた。
折同年4月ドイツの拡張に対抗するためイギリス・フランスはイタリアとストレーザ戦線を結成して対独同盟形成に動き、ムッソリーニはこのイギリスとの連携をエチオピアへの不干渉と受け止めた。しかし6月に英独海軍協定が締結されてストレーザ戦線は崩壊し、各国は独自外交方針をとることになった。

### アビシニア危機
1935年1月3日、エチオピアはイタリアの侵略を国際連盟に提訴した。7月24日、イギリスはイタリアに対してエチオピア侵略に対する警告を行い、「もはや同盟国ではない」と通告した。8月にはイギリスの本国艦隊がジブラルタルに派遣され、イタリア政界にはイギリスとの戦争を恐れる声が高まった。しかしフランスは戦争に消極的であり、イギリスもフランスの協力無しには戦争に踏み切ろうとはしなかった。この間、イタリアはエリトリアとソマリランドの軍をエチオピア国境に集結させ始めた。
8月16日からはパリにおいてイタリア・イギリス・フランス三国の代表が会談を行った。この席でイギリス・フランス側は、エチオピアの独立自体は変わらないとしながらも、国境線の変更やイタリアによる事実上の委任統治を認めるなどの宥和的な提案を行ったが、ムッソリーニはあくまでエチオピアの軍事占領にこだわったために会談は決裂した。イギリス艦隊はマルタに向かい、マルタが攻撃された場合には直ちに戦争に突入することが決定された。国王ヴィットーリオ・エマヌエーレ3世はエチオピア侵攻に反対していたが、ムッソリーニは戦争の方針を変えなかった。
この問題は国際連盟の討議の対象となったが、9月6日には英仏・ポーランド・トルコ・スペインによって構成される第三国委員会が平和的解決の模索を行うことになった。しかし9月10日にイギリスとフランスの代表は会談を行い、イタリアに対しては軍事制裁やスエズ運河封鎖などの強硬措置は執らず、国際連盟の枠組み内で戦争を抑止する方針をとることが合意された。9月11日にイギリスのサー・サミュエル・ホーア外相がエチオピアの独立を支持する演説を行い、各国の連盟代表の熱烈な歓声を受けた。9月18日、五国委員会はエチオピアの独立を連盟が保障するかわりに指導下に置き、イタリアが望む国境線変更を行う代償として、英仏がイギリス領ソマリランドおよびフランス領ソマリランドから若干の領土をエチオピアに割譲するという調停案を出した。イタリア政界内部でも提案の受け入れを求める声が高まったが、ムッソリーニは「20万の軍隊を東アフリカに遠足に出したとでもいえというのか」と考慮すらしようとせず、9月21日に正式に拒否の決定を行った。この時点で英伊間の緊張は最高潮に高まったが、ここでイタリアが戦争の範囲をエチオピアに限り、英仏の権益を侵害しないという意図を伝達し、英仏もこれを容認したために、地中海における戦争の事態は回避された。
英仏がイタリアの抑止に動かないことが明らかになり、攻撃がもはや避けられない事態となるや、エチオピア皇帝ハイレ・セラシエは、国家総動員を命令し、50万人の新兵を集めたが、彼らの多くは、槍や弓矢といった原始的な武器しか持っていなかった。

## 両軍の装備

### エチオピア
開戦時エチオピア軍は35万人の兵力を召集したが、訓練を受けていたのはその4分の1で、装備していたライフルは19世紀のものだった。
エチオピア軍は旧式の火砲200門を保有し、馬車によって運搬された。また、エリコン20mm機関砲やヴィッカース重機関銃など対空砲50門、第一次世界大戦で使用されたルノー FT-17 軽戦車の改良型であるFIAT3000軽戦車をごく少数、保有していた。
空軍の稼動兵力は旧式のポテーズ 25複葉戦闘機など13機であった。

### イタリア
1935年4月イタリアは東アフリカの植民地における兵力を強化し始め、エリトリアに正規軍5個師団と黒シャツ隊5個師団が、ソマリランドに正規軍1個師団と黒シャツ隊数個大隊がそれぞれ到着した。
元駐留軍や現地人兵士を除き、これらの部隊は士官7千人と兵士20万人によって構成され、機関銃6千丁、火砲700門、豆戦車150両、航空機150機を装備していた。また現地の傭兵や反乱部族（アスカリ）も多数戦列に並んだが、極めて後進的な装備で忠誠度も低かった現地兵は信頼に足る戦力にはならなかった。

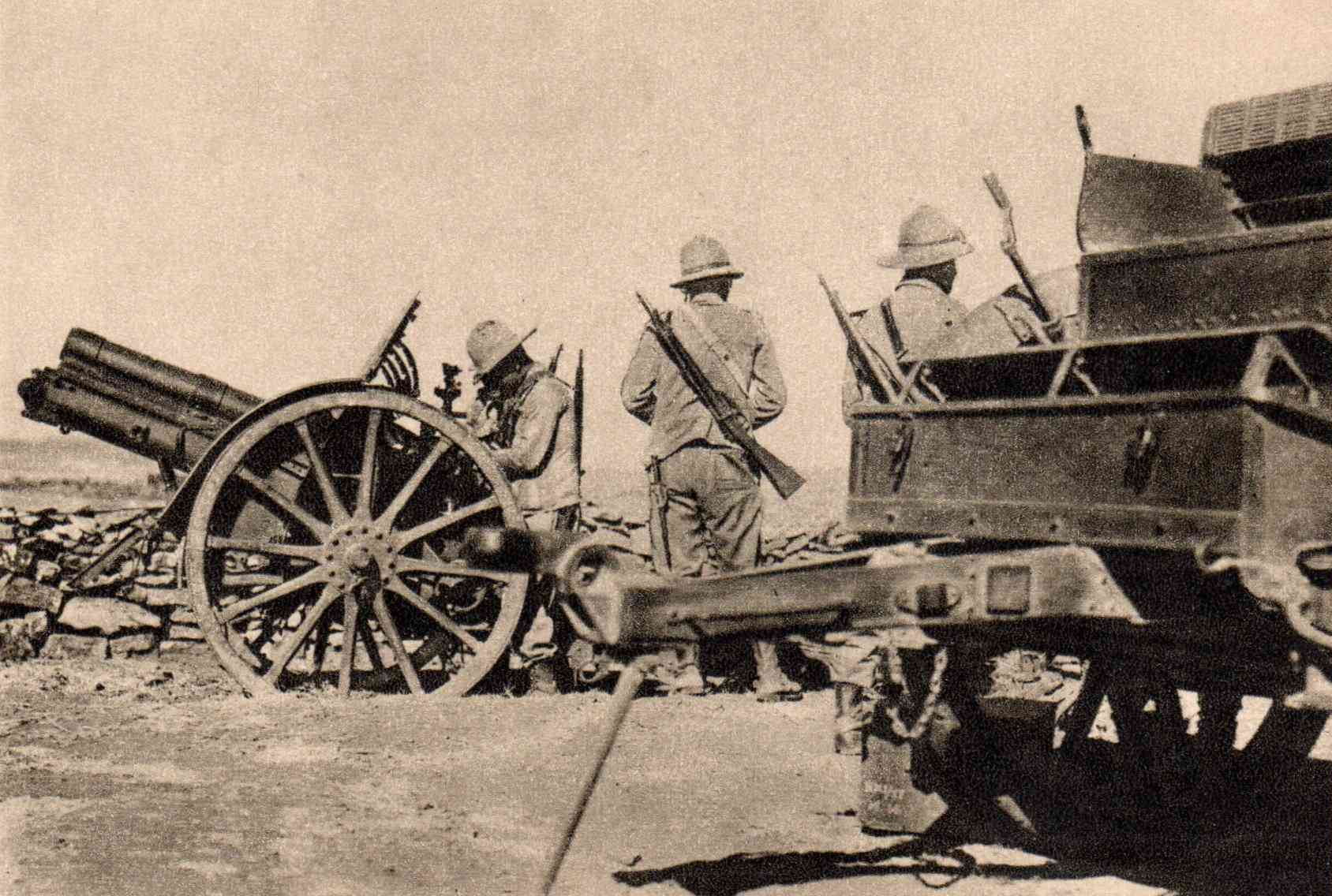
テンビエン地方で野砲を運用するイタリア陸軍砲兵。
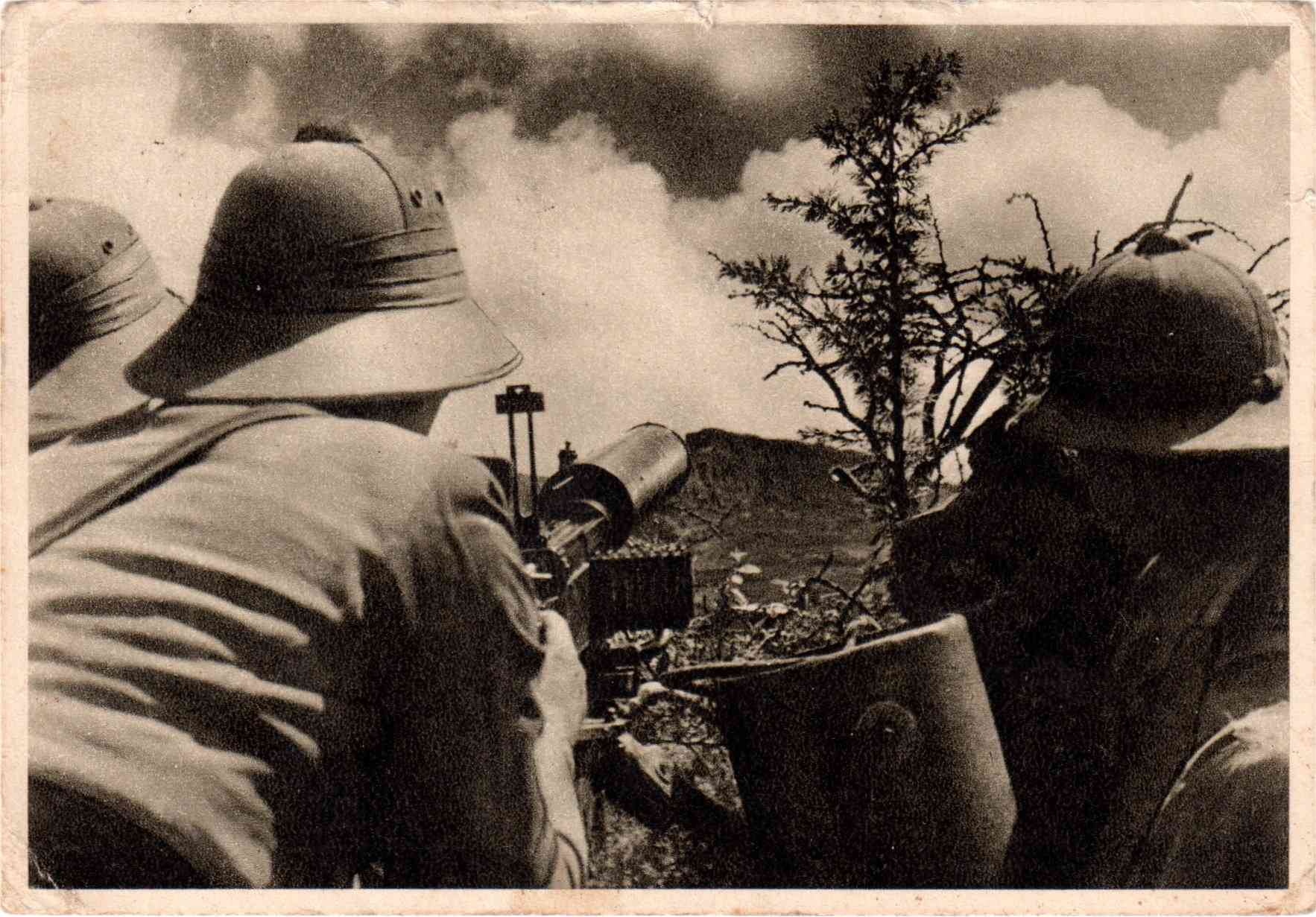
テンビエン地方でM1914重機関銃を運用するイタリア陸軍砲兵。
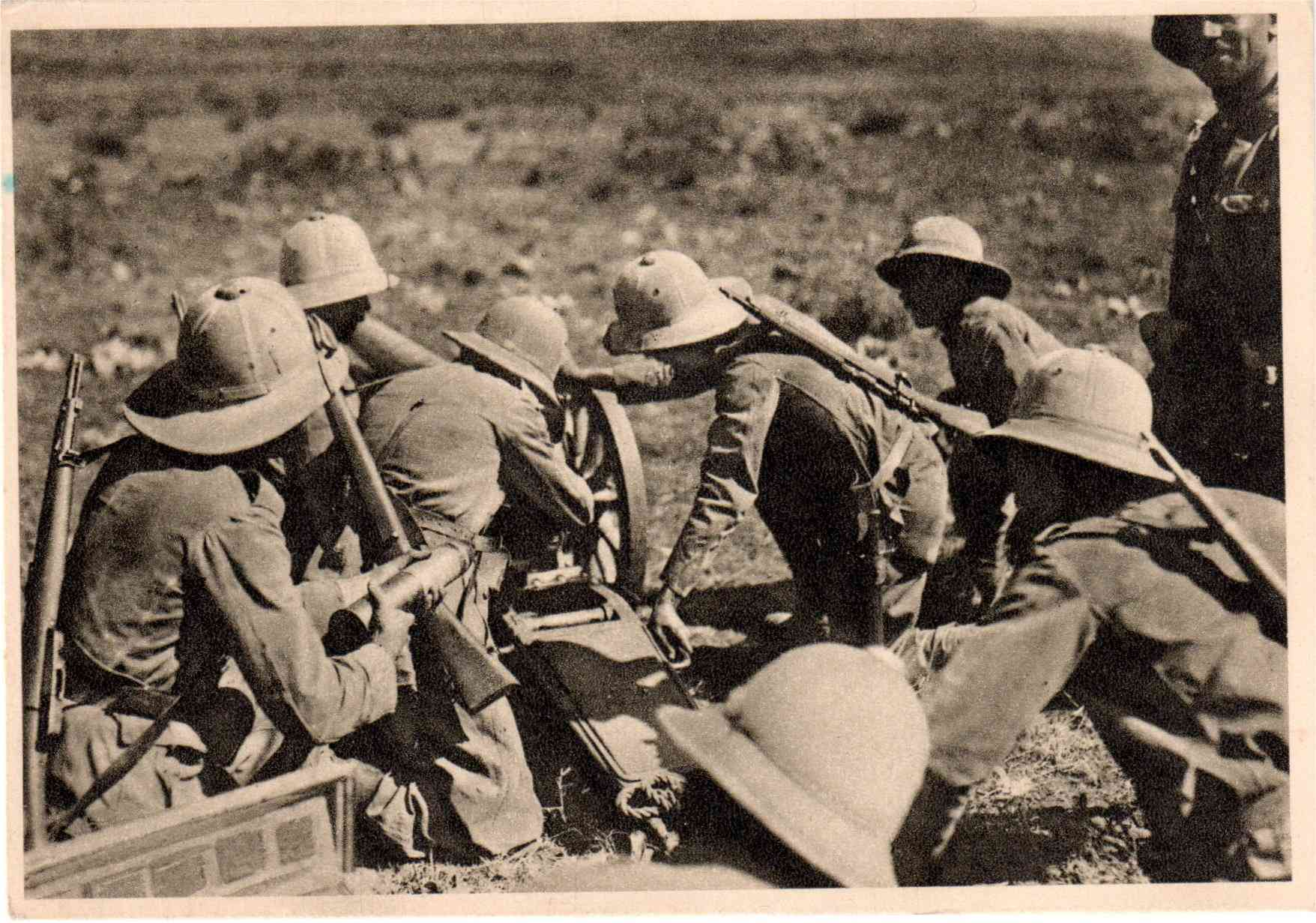
65mm山砲を操作する黒シャツ隊第2師団の砲兵。

## 戦争の経過

### イタリアの進撃と経済制裁
1935年10月2日、ムッソリーニはローマにおいてエチオピアへの侵攻を宣言し、ラジオ放送によって全土に伝えられた。10月3日、エミーリオ・デ・ボーノ将軍を総司令官とするイタリア軍部隊10万人とエリトリア軍部隊2万5千人が宣戦布告なしにエリトリアから侵攻を開始した。イタリア軍部隊の大半は、前述のアスカリと呼ばれる土着民の傭兵が占めていた。同時にソマリランドからロドルフォ・グラツィアーニ将軍の支援軍が攻勢を開始、こちらはデ・ボーノ将軍の戦力より実数は少なかったが、本国兵で編成された機械化部隊が中核を占めていた。イタリア軍は各地で快進撃を続け、10月6日にアドワ、15日にアクスムを占領し、アクスムにおいて歴史的建造物であるオベリスクを略奪した。
10月7日、国際連盟理事会はイタリアを侵略者として制裁を準備する採択を可決し、10月11日にイタリアの撤退がなければ国際連盟規約第16条に基づく制裁を発動することを51カ国の投票で決定、11月18日に経済制裁が実施されたが、石油などの重要な戦略物資には適用されることはなかった。これは、たとえ禁止したとしても、イタリアは国際連盟に加盟していないアメリカから購入することが可能であるから意味がないとする英仏の宥和政策に基づく主張が背景にあった。
また、英仏によって和平案（ホーア・ラヴァル秘密協定案）が極秘裏に話し合われたが、基本的にイタリアによるエチオピアの植民地化を容認する内容で、あまりにイタリア寄りの内容であったため、エチオピアはこの受諾を拒絶した。イギリス側でも、マスコミがこの協定案を報道したことで、侵略を認めるものと世論から強い非難を浴び、ホーアは外相を辞任した。

### 司令官の交代

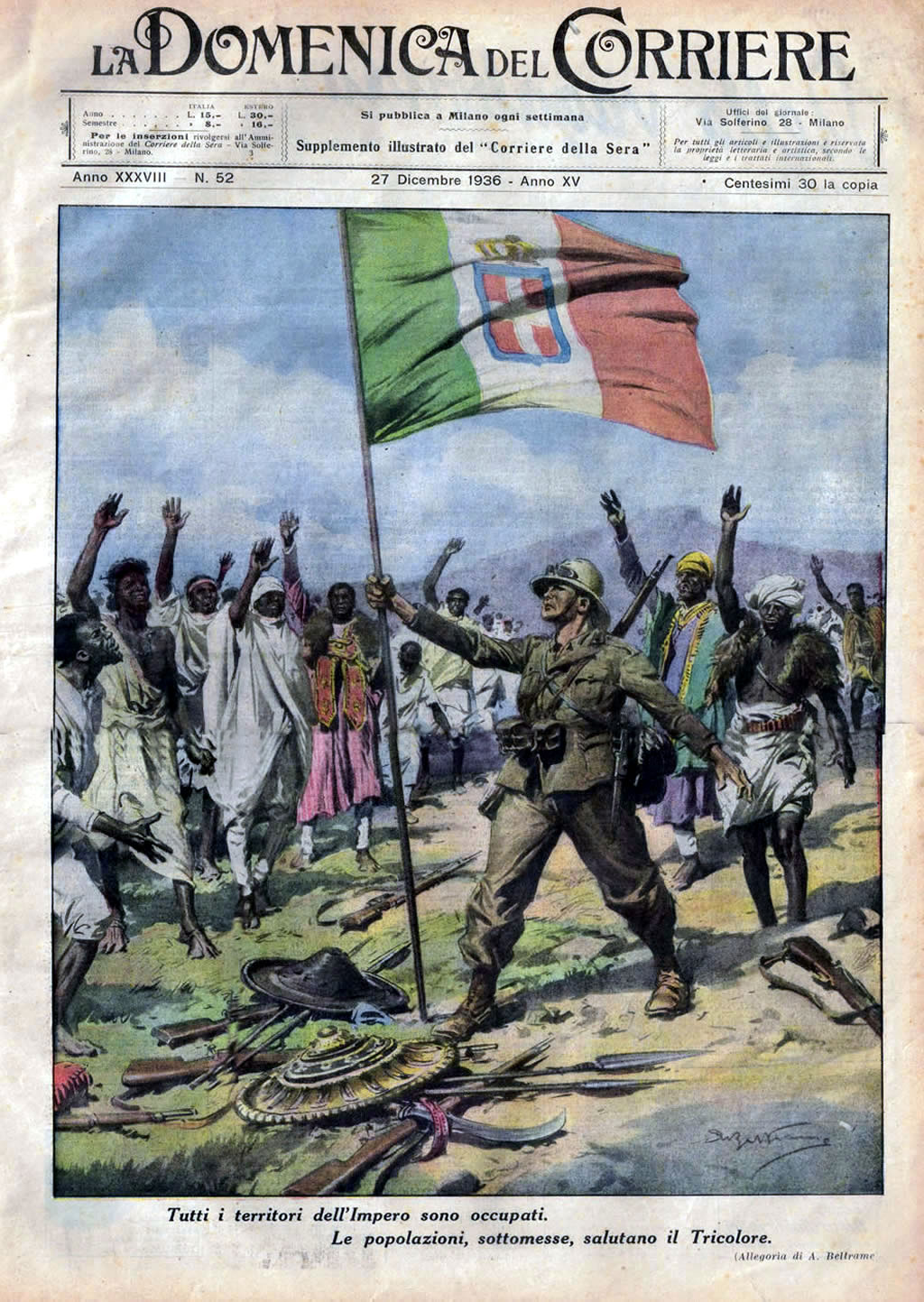
戦勝を報じるイタリアの新聞、1935年12月27日

12月中旬、用心深い性格で進軍が捗らないボーノ将軍は更迭され、新たにピエトロ・バドリオが総司令官に就任した。部隊の増派を得たバドリオは早期占領を目指すべく積極的な進軍を続け、防御戦で一々立ち止まる手間を惜しんで条約で禁止されていた毒ガスによる鎮圧すら用いた。毒ガス攻撃によって国際社会から更なる非難を呼び込むことになったが、『ムッソリーニの毒ガス』でその効果を検証したアンジェロ・デル・ボカは、同戦争における毒ガス使用にさしたる軍事的効果はなく、仮にこれを用いなくとも（通常兵器のみでも）代わらぬ勝利を得られたであろうと述べている。むしろ効果を挙げたのはグラツィアーニが行った戦略爆撃の方で、翌1936年3月29日、グラツィアーニ麾下の空軍部隊がエチオピア東部の都市ハラールを焼夷弾による爆撃で壊滅させている。またエチオピア軍はハーグ陸戦条約で軍事利用が禁止された拡張弾頭（ダムダム弾）を使用しており、エチオピア側の戦争犯罪に対する報復という側面が強かったとニコラス・ファレルは主張している。
3月31日、最後の主要な戦闘であるメイチュウの戦いでイタリア陸軍はエチオピア帝国親衛隊と会敵、この戦いはイタリア軍の勝利に終わった。帝国親衛隊は壊滅し、近代的な精鋭部隊を喪失したハイレ・セラシエは5月2日に国外へ脱出して後にイギリスに亡命した。5月5日、イタリア軍が首都アディスアベバを占領して戦争は終結したが、その後もエチオピア貴族を中心とした抵抗活動は長く続いた。

### 戦後処理
5月7日、イタリアはエチオピアを併合したと宣言し、5月9日、イタリア領のエリトリア、ソマリランドを合わせた東アフリカ帝国の樹立と、その皇帝にイタリア国王ヴィットーリオ・エマヌエーレ3世の就任を宣言した。
6月30日、ジュネーブで国際連盟総会が行われ、イタリアへの制裁撤回が話し合われた。総会にはハイレ・セラシエも出席してイタリアおよび支持する国を非難したが、既にイギリスとフランスは制裁撤回を反対しない状況となっており、7月4日、制裁撤廃の決議は賛成44票、反対1票、棄権4票の大差で可決された。その後、1937年にはイタリアは国際連盟から脱退した。
植民地を手にしたイタリアであったが、当初の目的であった移住・植民活動は振るわず、内実から言えば芳しくなかった。
その後もイタリアとイギリスの関係は冷却化していたが、ドイツの伸張を見たネヴィル・チェンバレン首相はイタリアと連携を取ろうと考え、1938年4月16日復活祭協定によってエチオピアに対するイタリアの支配権は事実上のもの（デ・ファクト）として認められた。
第二次世界大戦勃発後の連合国軍の侵攻により、1941年5月24日にアディスアベバが陥落、11月27日には東アフリカ帝国の全版図はイギリスに占拠された（東アフリカ戦線 (第二次世界大戦)）。エチオピア帝国は連合国の一員となり、故地に帰還した。しかしイタリア王国の降伏まで一部のイタリア軍将兵がゲリラ活動を行っている（エチオピアにおけるイタリアゲリラ）。

## 国際社会との関連

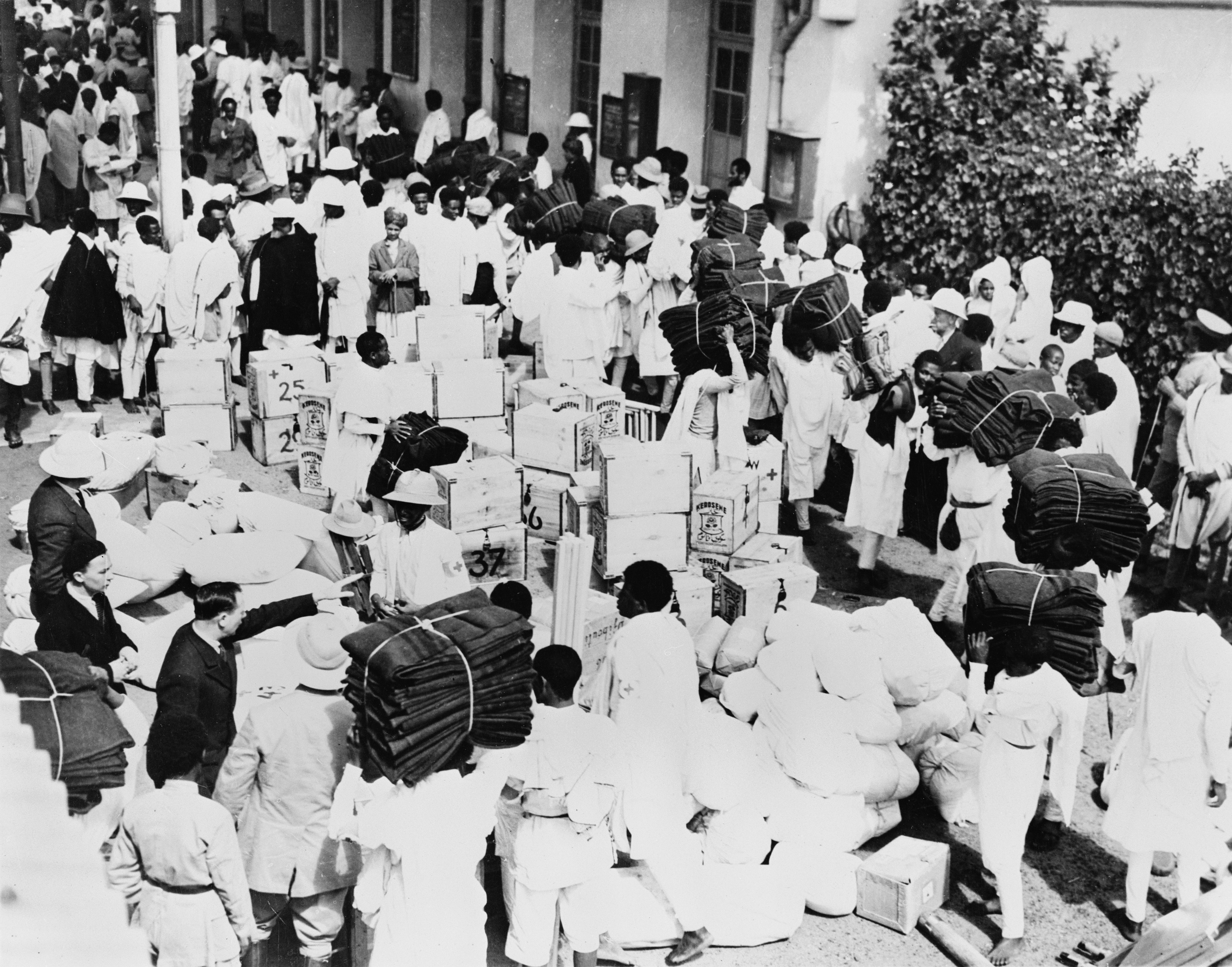
アフリカ系アメリカ人によって、アディスアベバに荷揚げされた医薬品などの物資

アメリカでは、アフリカ系アメリカ人がアメリカ共産党ハーレム支部などを中心に、エチオピアに対して医薬品を購入するための資金を集めたり義勇兵を組織するなどの支援を行い、西アフリカでは、黒人知識層などがエチオピアを応援した。
日本では、日露戦争時代から親エチオピア感情があり、対して対伊関係では東京オリンピック時の「イタリーの裏切り」以来の反伊感情が残っていた。またエチオピア側も日本の支援を期待していたが、日本側の対応は冷淡であった。新聞は、人種差別的な白人社会に対する有色人種の挑戦とみなし、エチオピアへの支援を呼びかけた。1935年6月には、頭山満や議員などが「エチオピア問題懇談会」を立ち上げ、イタリアに侵略の停止を求める決議案を送付し、7月24日には大日本生産党の内田良平がムッソリーニに対する抗議電報を送付した。7月16日には杉村陽太郎駐伊大使がムッソリーニとの会見で「エチオピア問題に政治的関心無し」という発言を行ったが、7月19日には広田弘毅外相がエチオピア問題に関心があるという発言を行ったため、イタリアでは日本に対する不信感が生まれた。しかし日本政府側は「いずれにせよ、イタリアに対して好意的態度をとり続ける」こととし、イタリア側も「アジア人とアフリカの『未開人』を同一視しない」と述べ、日伊間の友好関係を保とうとした。しかしイギリスがイタリアに対して圧力をかけ始めると、満州事変でのイギリスの対応にいらだっていた日本政界にはイタリアに対する同情心が広がった。これは後のイタリアとの同盟関係構築につながった。
ナチス・ドイツはイタリアの目をヨーロッパからこの戦争に逸らさせるためにイデオロギーには相容れないエチオピアに武器を輸出し長引かせようとした。ベルリンの駐在員であったウィリアム・シャイラーは1935年10月4日の日記にこう記している。
10月4日、ベルリン。ムッソリーニがアビシニアの征服を開始した。―どっちにしても勝つのはヒトラーだ。
また、後にアフリカの年を到来させ脱植民地化の礎を築いたクワメ・エンクルマは本戦争をきっかけに植民地制度打倒を志すようになる。

## 第二次エチオピア戦争を扱った映画
- 『空征かば』（LUCIANO SERRA PILOTA）
  - 1938年に製作されたファシスト党のプロパガンダ映画。1941年に日本でも公開された。

### 書籍
- 北原敦『イタリア史 (新版 世界各国史)』山川出版社 2009年
- ニコラス・ファレル、柴野均『ムッソリーニ（上）（下）』白水社 2011年
- ロマノ・ヴルピッタ『ムッソリーニ　一イタリア人の物語』中央公論新社、2000年。ISBN 4-1200-3089-X。
- 『ファシストの戦争――世界史的文脈で読むエチオピア戦争』、石田憲、千倉書房、2011年。
- 『エチオピアの歴史　“シェバの女王の国"から“赤い帝国"崩壊まで』岡倉登志、明石書店、1999年。

### 論文
- 岡俊孝「伊・エティオピア紛争(一九三五年)と日伊関係の展開」(1989年)
- 岡俊孝「<論説>エティオピア戦争前夜の「地中海危機」について (1) : ムッソリーニと英伊関係」(1986年3月)
- 岡俊孝「<論説>エティオピア戦争前夜の「地中海危機」について (2) : ムッソリーニと英伊関係」(1986年)
- 岡俊孝「エティオピア戦争前夜の「地中海危機」について(3・完) : ムッソリーニと英伊関係」(1987年)